# Rosa pseudoscabriuscula
Rosa pseudoscabriuscula — вид растений рода шиповник семейства розовые. Распространен в Западной Европе.

## Ареал
Этот вид распространен в Западной Европе. Встречается в таких странах как Австрия, Чехия, Словакия, Дания, Франция, Германия, Венгрия, Италия, Нидерланды, Норвегия, Польша, Швейцария. В Швеции считается исчезнувшим.

## Описание
Высота куста от 60 до 300 см. На ветках есть небольшие колючки, имеющие широкое основание. Листья сложные, состоят из 5-7 более мелких листочков длиной 3 см и шириной 1,5 см. Листья покрыты волосками. Ножка и ребро листа покрыты более жесткими железистыми волосками. Период цветения с июня по июль. Цветы от белого до ярко-розового цвета. Диаметр цветов 4 см. Стебель цветка длиной 1,5—2,5 покрыт множеством мелких волосков. Плоды красного цвета 1,5 см длиной и 1,2 см шириной.

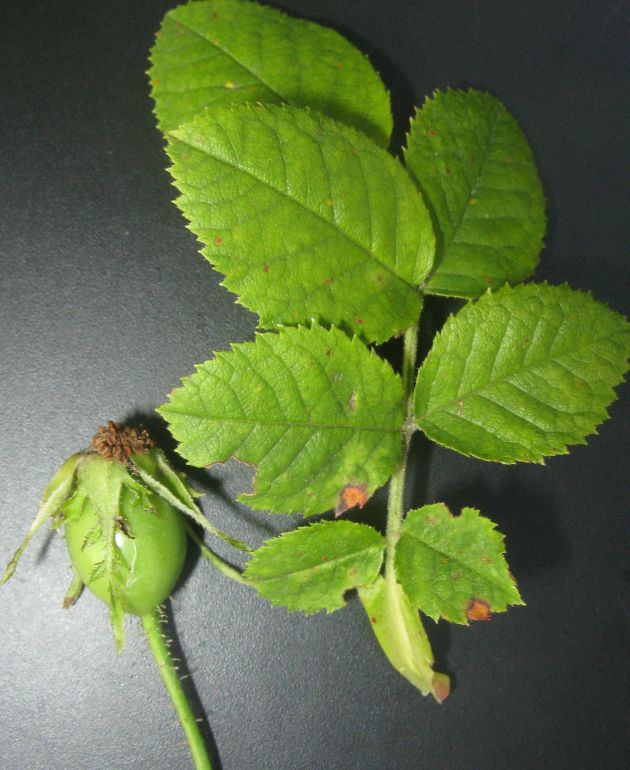
Листья и плод
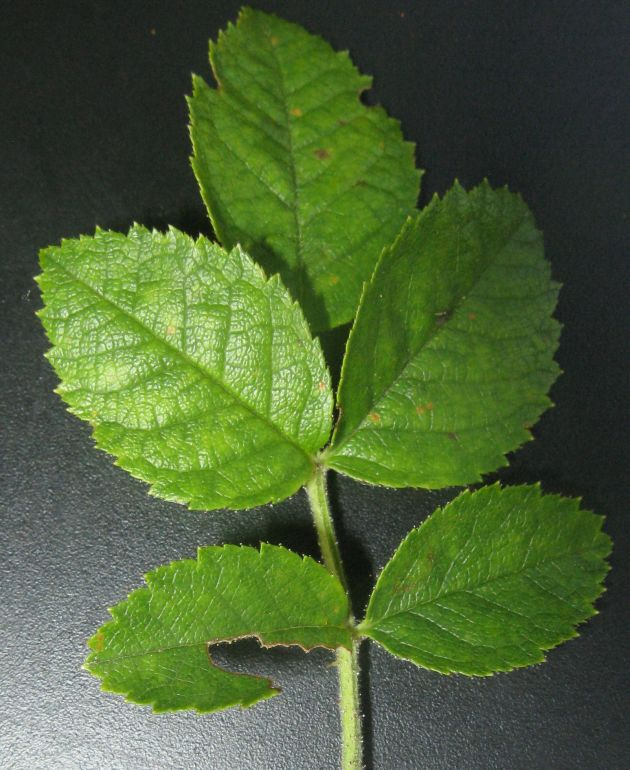
Лист Rosa pseudoscabriuscula